# 寧海朴氏
寧海朴氏，是朝鮮朴氏的氏族，在2000年韓國人口普查有人口25189人。

## 始祖
寧海朴氏始祖朴堤上是新羅訥祗王（納祗麻立干）時代的忠臣，他26世孫朴命天是高麗典法判書和三重大匡壁上功臣，被封禮原君，後世子孫以寧海為本貫，以朴堤上為始祖。
寧海位於慶尚北道東北部，高句麗時稱于尸郡，高麗初期稱禮州，1310年改稱領海部。
他們的集團居住地是在慶尚北道奉化郡、慶尚北道榮州市、慶尚北道盈德郡、慶尚北道青松郡、忠清北道報恩郡、江原道鐵原郡、江原道楊口郡、咸鏡南道文川市。
有名人物是朴憲永。

## 分派
寧海朴氏有判書公派、太師公派、奉化公派、七義公派等分派。